# Muckklause
Die Muckklause (auch: Muthklause) ist eine Klause in der Gemeinde Unken im Pinzgau im Salzburger Land. Sie steht unter Denkmalschutz (Listeneintrag).

## Baubeschreibung
Die Muckklause ist aus „rothem, grauem und weißgelblichem Marmor“ erbaut. Die Mauerhöhe beträgt sechs, die Breite 17 Klafter, was in etwa einer Höhe von gut zehn und einer Breite von gut 30 Metern entspricht. Die Klause ist mit einem automatischen Öffnungsmechanismus ausgestattet. Ist das Wasser auf eine vorgegebene Höhe aufgestaut, läuft es durch eine enge Spalte oberhalb der Geschoßtenne in eine Rinne. Drückt das Gewicht des Wassers die Rinne nach unten, löst diese einen großen, mit Eisen beschlagenen Schlegel aus, der den großen Sperrbalken des Wassertors löst. Das Wassertor öffnet sich und die Klause wird entleert.
Auf der Klause befindet sich ein Betriebshäuschen mit schindelgedecktem Satteldach. Das Dach der Klause selbst ist ebenfalls mit Holzschindeln gedeckt.

## Geschichte
Die Muckklause wurde 1626 erstmals urkundlich erwähnt.
Die heutige Muckklause wurde 1792 errichtet. Renovierungsarbeiten erfolgten 1830, 1891 und 1975.

## Lage
Die Muckklause liegt am Oberlauf des Unkenbachs an der Winklmoosalm auf österreichischer Seite. Die Klause ist zu Fuß von der Winklmoosalm, von der Steinplatte oder vom Heutal aus erreichbar.